# Tricheurymerus quadristigma
Tricheurymerus quadristigma är en skalbaggsart som först beskrevs av Pierre Émile Gounelle 1909.  Tricheurymerus quadristigma ingår i släktet Tricheurymerus och familjen långhorningar.
Artens utbredningsområde är Paraguay. Inga underarter finns listade i Catalogue of Life.